# Мали Пржњак
Мали Пржњак је мало ненасељено острво у хрватском делу Јадранског мора.
Мали Пржњак налази се 1 кн јужно од острва Корчуле између острва Трстеник и Вели Пржњак од које ге удаљен око 0,5 км. Површина острва износи 0,017 км². Дужина обалске линије је 1,12 км.. Највиши врх на острву висок је 21 метара.